# Daniel Leijonstierna
Daniel Nicolai Leijonstierna (före adlandet 1645 Figrelius), född 1605 i Landeryds församling, Östergötland, död 23 augusti 1664 i Norrköping, Östergötlands län, var en svensk justitiepresident och riksdagsman.

## Biografi
Daniel Leijonstierna föddes 1605 på Landeryds prästgård i Landeryds socken. Han var son till domprosten Nicolaus Hemmingi i Linköpings församling. Han blev i november 1621 student vid Uppsala universitet och avlade 10 februari 1629 magisterexamen vid universitet.
Han var informator på Rossvik hos Sparre af Rossvik och fick genom Axel Oxenstierna som var förmyndare åt barnen Sparre möjlighet att studera utomlands. 1635 inskrevs han vid universitetet i Leiden och hösten samma år vid universitetet i Utrecht. År 1637 studerade han vid universitetet i Orléans och blev juris doktor där samma år. Senare samma år studerade han även vid universitetet i Paris. Vid hemkomsten till Sverige gifte han sig med Anna Sparre av Rossvik och blev därigenom svåger till Schering Rosenhane. Daniel Leijonstierna utsågs 1638 till justitieborgmästare i Norrköpings stad och var stadens representant vid riksdagarna 1640, 1641, 1643 och 1645. Sedan han adlats 1645 närvarade han som representant för ridderskapet och adeln vid riksdagarna 1647, 1650, 1655, 1656 och 1660.

### Egendom
Leijonstierna ägde Söderö i Kättilstads socken och Eksebo i Virserums socken.

### Familj
Leijonstierna gifte sig första gången med Anna Sparre af Roosvik (1619–1651), dotter till ryttmästaren Bengt Sparre af Rossvik och Kerstin Åkesdotter Bååt. De fick tillsammans barnen Elisabet Leijonstierna (född 1640) som var gift med inspektorn Nils Olofsson Figrelius i Norrköping, assessorn Bengt Leijonstierna (1642–1689), Christina Leijonstierna (född 1645) som var gift med kaptenen Bjerfeld, Magdalena Leijonstierna (1648–1716) som var gift med löjtnanten Alexander Svanestierna och hemmansägaren Måns Andersson i Hägerstads socken, Maria Leijonstierna (född 1649) och en son och två döttrar.
Leijonstierna gifte sig andra gången 21 oktober 1654 på Norrö i Kättilstads socken med Christina von Scheiding, dotter till ståthållaren Otto von Scheiding och Margareta von Masenbach.